# 斯卡塔赫
斯卡塔赫（又譯斯卡哈、斯卡薩哈、斯科扎奇）凱爾特神話中冥界「影之國」（Dún Scáith）女王。同時也是戰士的守護者（神），擅長軍事和戰鬥的女武神。她雖然是那裏的統治者，卻是以擁有各種武藝及魔法知識，並將這些武藝授予眾多戰士的指導者身份較為人所熟知。斯卡塔赫其原型是北歐神話中的女神絲卡蒂（Skaði）。

## 介紹
斯卡塔赫是國王阿德甘（Ard-Greimne）的女兒，有一個妹妹兼對手艾弗（Aife），且育有數名子女，其中之一的女兒為Uathach。她居住在與埃林（愛爾蘭）隔着大海不列顛島的阿爾巴（蘇格蘭），由七個城堡圍起來的影之國，斯卡塔赫為統治該國——亡靈與影之國度的女王。她住在一座城堡之中，周圍有許多天險，並有七面堅固的城牆，城堡還圍了九張木柵，木柵的的每隻木樁均插着一顆頭顱。
她的武藝已跨入神域。不過她似乎不具備能戰勝一些超人戰士的武力；在面對同為武藝者女王的妹妹艾弗時曾陷入苦戰。不過斯卡塔赫的實力仍是十分強大，其威名就連隔着大海的埃林（愛爾蘭）諸王也畏懼三分。
斯卡塔赫教導出眾多戰士和魔法師，其中以庫胡林最岀名。她傳授庫胡林代表性武器迦耶伯格（Gae Bolg）及使用技術，並教導他使用魔法蓋語（誓約）和利用特定符號封鎖敵人動作的詛咒。
後世創作的作品中大都將其塑造成一位身材高䠷，皮膚白皙，穿着武裝，黑色眼瞳中蘊有火焰的美女。

## 娛樂文化

### 遊戲
- 《Fate/Grand Order》中以枪兵以及刺客和法師职阶登场，其寶具为《貫穿死翔之槍》、《蹴穿死棘之槍》、《滿溢死亡的魔境之門》，並會使用古老的盧恩符文魔術（盧恩字母又稱為如尼字母，是一類已滅絕的字母，在中世紀的歐洲用來書寫某些北歐日耳曼語族的語言）。配音員：能登麻美子，插畫師：こやまひろかず。
- 《聖火降魔錄 聖戰之系譜》
- 《噬血代碼》
- 《真女神轉生》系列